# Ірма Андерссон-Котто
Ірма Андерссон-Котто (нар. 1895) — шведський ботанік і піонер генетики папороті.

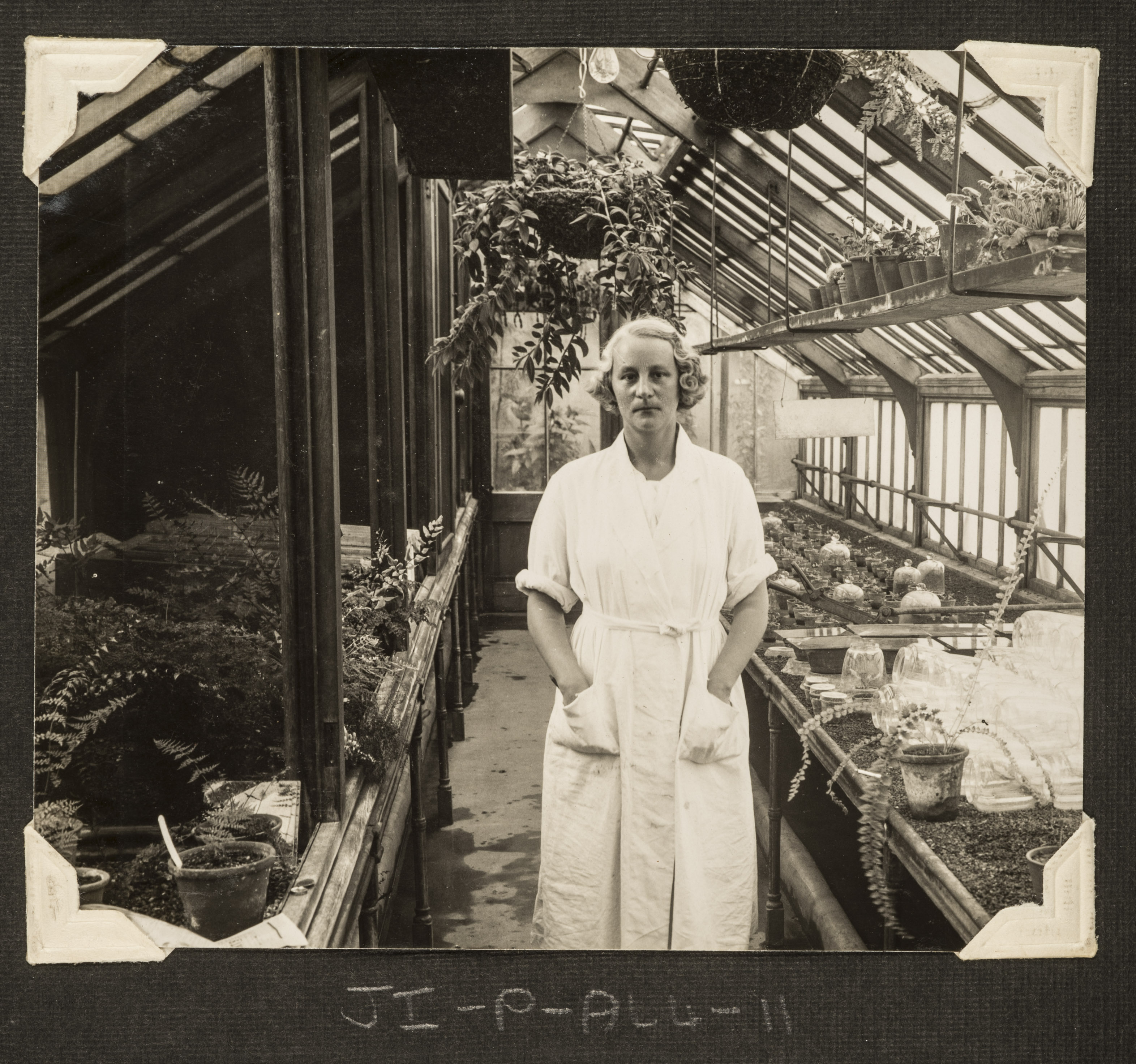
Ірма у своєму парникові в теплиці Інституту садівництва Джона Іннеса

Ірма закінчила Стокгольмський університет. У 1919 році вона написала Вільяму Бетсону і приєдналася до тодішнього Інституту садівництва Джона Іннеса (тепер Центр Джона Іннеса), як добровільний працівник. В цьому інституті пізніше вона стала студенткою. З 1934 по 1938 роки Ірма здобула ступінь доктора наук в Лондонському університеті.

## Дослідження
Ірма вивчала успадкування в папороті і вперше ввела застосування середовища для росту агару для експериментального дослідження гаметофітів папороті. Її вивчення апоспоричного і поліплоїдного ряду в Аспленія сколорендрового було важливим для розуміння походження і розвитку чергування поколінь, ключового поняття в розвитку рослин. Її запросили приєднатися до Британського товариства Pteridological в якості почесного члена, але обрали приєднатися як члена честі. Після свого перебування у Великій Британії, вивчаючи британські папороті, вона повернулася до Швеції, щоб працювати в Wenner-Gren Інституті в Стокгольмі. Зовсім недавно деякі її гіпотези про домінування деяких алелей у папороті підтвердилися експериментально.